# Радон
Радон (Rn, лат. radon) племенити је гас са атомским бројем 86. Име је добио по хемијском елементу радијуму. У периодном систему елемената налази се у шестој периоди. Познато је 27 радонових изотопа, који настају услед распада радиоактивног урана  и торијума 232Th. Већина тих изотопа има веома кратко време полураспада (мање од 1 сат). Изузетак су 3 изотопа радона: 222Rn — 3,8 дана, 211Rn - 14,7 сати и 210Rn — 2,5 сати. Најопаснији по животну средину је изотоп 222Rn. Он представља 80% свих радонових изотопа. Радон за време свог распада емитује алфа зраке (емитује и бета зраке али у малој количини) велике јонизационе моћи.
Радон је једна од најгушћих супстанци која је у гасовитом стању под нормалним условима. Такође он је и једини гас који у нормалним условима има само радиоактивне изотопе те се због своје радиоактивности сматра опасним за здравље. Његова снажна радиоактивност такође онемогућава хемијске студије те је до данас познато само неколико његових једињења. Радон настаје као један од међупроизвода у нормалном радиоактивном ланцу распадања кроз који се торијум и уранијум полако распадају до стабилног олова. Торијум и уранијум су два најраспрострањенија радиоактивна елемента на Земљи, а на њој постоје од времена када је настала. Њихови природни изотопи имају врло дуга времена полураспада, у распонима од неколико милијарди година. Торијум и уранијум, њихов производ распада радијум и његов производ распада радон, стога ће у наредних неколико десетака милиона година остати у готово истом односу као што су и данас. Како се и сам радон распада, он даје нове радиоактивне елементе зване кћерке радона тј. производе распада. За разлику од гасовитог радона, његови производи распада су у чврстом стању те се залепе за површину, као што су честице прашине у ваздуху. Ако се тако контаминирана прашина удахне, те честице се могу залепити за дисајне путеве у плућима и на тај начин повећати ризик од развоја рака плућа.
За разлику од свих других елемената који се налазе у поменутом ланцу радиоактивног распада, радон је гасовит и лако доспева у дисајни систем. Стога, чак и у доба нуклеарних реактора, радон који се јавља у природи одговоран је за већину случајева излагања становништва јонизирајућем зрачењу. Често је и једини узрочник дозе позадинске радијације за неке особе, и врло често је промјењив у зависности од места. Упркос кратком времену полураспада, до гасовитог радона из природних извора може се акумулирати у концентрацијама много вишим од нормалних у неким просторијама, нарочито у нижим подручјима и нижим спратовима зграда те подрумима и каналима, углавном због своје тежине и густине. Такође се понегде може наћи и у природним изворима и геотермалним врелима.
Епидемиолошке студије су доказале јасну вези између удисања високих концентрација радона и повећане појаве рака плућа. Стога се радон сматра значајним загађивачем који може утицати на квалитет ваздуха у просторијама широм света. Према подацима Америчке агенције за заштиту околине (ЕПА), радон је други узрочник рака плућа по учесталости, одмах након пушења дувана, узрокујући 21.000 смртних случајева годишње у САД-у. Око 2.900 од тих смртних случаја десило се особама које нису никад пушиле. Иако је међу пушачима на другом месту међу узрочницима смрти, радон је на првом месту међу узрочницима рака плућа код непушача, према проценама ЕПА.

## Особине

### Физичке
Радон је безбојан гас, без укуса и мириса те се стога не може открити помоћу људских чула. При стандардним условима температуре и притиска, радон гради моноатомски гас густине 9,73 3, што је око 8 пута гушће од Земљине атмосфере на нивоу мора, која износи 1,217 3. Радон је један од најгушћих гасова при собној температури и најгушћи међу племенитим гасовима. Иако је при стандардним условима притиска и температуре без боје, када се охлади испод тачка топљења од 202 K (−71 °), радон емитује сјајну радиолуминесценцију која прелази из жуте у наранџасто-црвену како се температура снижава. Након кондензације, радон сјаји због интензивне радијације коју производи. Он је врло слабо растворљив у води, али је много растворљивији од лакших племенитих гасова. Такође је знатно више растворљив у органским растварачима него у води.

### Хемијске
Пошто је племенити гас, радон је у хемијском смислу врло слабо реактиван. Међутим, пошто је време полураспада радона-222 само 3,8 дана, то га чини врло корисним у физичким наукама као природни радиоактивни трасер (радиоизотопски индикатор).
Радон је члан елемената са нултом валенцијом који се зову и племенити гасови. Он је инертан у већини уобичајених хемијских реакција, попут сагоревања, јер његова спољна валентна љуска садржи осам електрона. То му даје стабилну конфигурацију са минималном енергијом у којој су спољни електрони врло снажно везани. За издвајање једног електрона из његових љусака потребно је 1037  (такође позната и као прва енергија јонизације). Међутим, према тредовима у периодном систему, он има нешто нижу електронегативност од елемента изнад њега у периодом систему, ксенона, те је стога реактивнији од њега. Раније студије су дошле до закључка да би стабилност радон хидрата требала бити на истом нивоу као и стабилност хидрата хлора (Cl
2) или сумпор диоксида (SO
2), односно значајно виша од стабилности хидрата водоник сулфида (H
2S).
Због високих трошкова његовог добијања и радиоактивности, експериментална хемијска истраживања ретко се проводе са радоном. Као резултат тога до данас је добијен врло мали број једињења радона, а готово сви су флуориди или оксиди. Радон може оксидирати само неколико врло снажних оксидацијских средстава попут флуора, дајући радон дифлуорид. То једињење се на температури изнад 250 ° поновно распада на саставне елементе.
Он има врло слабу волатилност (испарљивост) и сматра да се му формула гласи RnF
2. Међутим због врло кратког времена полураспада радона и радиоактивности његових једињења, није могуће детаљније проучавање овог споја. Теоретске студије о овом молекулу предвиђају да би он требало да има дужину Rn-F везе од 2,08 Å, те да је то једињење термодинамички више стабилно и мање испарљиво од свог лакшег сродника XeF
2. Октаедарски молекул RnF
6 би могао да има чак и нижу енталпију формирања од дифлуорида. Можда постоје и виши флуориди 4 и 6, а прорачуни показују да би могли бити стабилни, али постоји одређена сумња, јер до данас таква једињења нису синтетисана. Верује се да се јон + формира у следећој реакцији:
Радон оксиди су, поред малог броја других, неки од малобројних једињења радона; доказано је постојање само његових триоксида. За радон-карбонил RnCO се претпоставља да би могао бити стабилан и имати линеарну геометрију молекула. Молекул Rn
2 и RnXe су доказано знатно стабилније ако се куплирају окретним моментом. Атом радона угнежђен унутар молекуле фулерена предложен је као лек против тумора. Иако постоји Xe(VIII), до данас нису пронађена једињења радона Rn(VIII); RnF8 би могао бити хемијски изузетно нестабилан (XeF8 је термодинамички нестабилан). Предвиђа се да би најстабилније једињење радон Rn(VIII) могло бити баријум-перрадат, аналоган баријум-перксенату. Нестабилност радона Rn(VIII) се објашњава релативистичком стабилизацијом 6s љуске, такође познатом као ефект инертних парова.

### Изотопи
Радон нема стабилних изотопа. Ипак, до данас је откривено и описано 36 радиоактивних изотопа, чије атомске масе имају распон од 193 до 228. Најстабилнији од њих је изотоп 222Rn, који је производ распада изотопа 226, а који је опет производ уранијума 238. Међу производима распада изотопа 222 налазе се и врло мале количине (изузетно нестабилног) изотопа 218.
Постоје још три друга изотопа радона чија времена полураспада износе дуже од једног сата: 211, 210 и 224Rn. Изотоп 220Rn је природни производ у ланцу распада најстабилнијег изотопа торијума (232Th), и у старијој литератури се понекад наводи под називом торон. Његово време полураспада износи 55,6 секунди и такође емитује алфа-зраке. Слично њему, 219Rn је деривиран из најстабилнијег изотопа актинијума (227Ac), а назван је актинон, а и он је алфа-емитер са временом полураспада од 3,96 секунди. У ланцу распада изотопа нептунијума (237Np) не јављају се значајнији изотопи радона, мада се могу јавити количине у траговима (екстремно нестабилног) изотопа 217.

## Радон и здравље
Радон има штетан утицај на здравље људи. Штетна делатност се огледа у поремећајима ћелијске структуре ДНК због високо енергетског, краткотрајног продукта распада радона 222Rn, изазивајући развој канцерогених ћелија. Често изазива рак плућа код рудара. Многе државе имају норме које ограничавају концентрацију радона у ваздуху.

## Употреба радона
Постоји неколико места у Америци и Европи, где људи седе сатима, верујући да ће их тзв. радон сауна или радонова вода-вода која садржи растворени радон, ојачати и дати им енергију. Исто важи и за топле воде у Јапану, где је вода природно богата радоном. До данас не постоји научни доказ за ово веровање, иако је временом дошло до стварања назива радонова терапија.
Научници верују да радон може да се користи у медицинске сврхе, иако ова тврдња није потврђена.
Употреба радона је заснована на чињеници да већина његових изотопа представља изворе алфа честица са кратким периодом полураспада. Зато се користе при краткој и радијацији одабраних тканина.
Радон се акумулира у подземљу, рудницима и пећинама. Зато се у хидрологији, радон користи за испитивање подземних вода и одређивање њеног порекла и старости.